# Machine Intelligence Research Institute
Machine Intelligence Research Institute (MIRI, науково-дослідний інститут машинного інтелекту) (колишня назва — The Singularity Institute for Artificial Intelligence (SIAI, Інститут сингулярності)) — некомерційна організація, основною метою якої є створення безпечного штучного інтелекту (ШІ), а також вивчення потенційних небезпек і можливостей, які можуть з'явиться при створенні ШІ. Організація підтримує ідеї, спочатку висунуті I. J. Good і Вернором Вінджем, відносно «інтелектуального вибуху» або сингулярності, і ідеї Еліезера Юдковського про створення дружнього ШІ. Юдковскі досліджує в Інституті сингулярності в США проблеми глобального ризику, які може створити майбутній надлюдський ШІ, якщо його не запрограмувати на дружність до людини.
Одним із директорів організації є винахідник і футуролог Рей Курцвейл. У штаті консультантів організації є оксфордський філософ Нік Бостром, геронтолог Обрі ді Грей, співзасновник PayPal Пітер Тіль і співзасновник Foresight Nanotech Institute Христина Петерсон.
Організація має представництва в США й Канаді.

## Історія
Першим проєктом SIAI стала «анотаційна мова програмування» (annotative programming language) Flare, розробка якої почалася в липні 2001 року. Мова розроблялася для створення за її допомогою ядра ШІ. Менш ніж за рік проєкт був закритий.
У 2002 році на сайті SIAI публікується препринт глави «Рівні організації загального інтелекту» із книги «Реальний ШІ: Нові підходи до штучного загального інтелекту» (за редакцією  Бена Герцеля і Cassio Pennachin). Пізніше в цьому ж році, SIAI опублікував дві основні глави вступу — «Що є сингулярність?» і «Чому варто працювати над наближенням сингулярності?».
У 2003 році представник організації Майкл Anissimov виступив із доповіддю на міжнародній конференції Transvision 2003, що проходила в Єльському університеті.
У 2004 році SIAI був створений сайт AsimovLaws.com, створений для обговорення етики ШІ в контексті проблем, порушених у фільмі «Я, Робот», випущеному лише через два дні. На початку наступного року головний офіс Інституту переїжджає з Атланти в Кремнієву долину.
У лютому 2006 року Інститут формує фонд у розмірі 200 тис. дол. США. Основна частина фонду (100 тис. дол.) була отримана від співзасновника Paypal Peter Thiel. У травні 2006 року на стенфордському саміті сингулярності ухвалено рішення про розширення штату співробітників Інституту.
Інститут, разом з KurzweilAI.net і Центром з вивчення мови й інформації, спонсорує стенфордський саміт сингулярності. Директор Інституту, Peter Thiel, виступає як ведучий саміту Саміт зібрав коло 1300 фахівців. Серед учасників саміту були Рей Курцвейл, Нік Бостром, Корі Докторов, Ерік Дрекслер, Дуглас Гофстедтер, Steve Jurvetson, Bill McKibben, Max More, Себастьян Тран і Еліезер Юдковський.
У 2007 році аналогічний саміт пройшов у Палаці Театру Мистецтв, Сан-Франциско. Третій саміт сингулярності відбувся 5 жовтня 2008 року в Сан-Хосе.
Інститут фінансує проєкт Open Cognition Framework (OpenCog), метою якого є надання «дослідникам і розроблювачам програмного забезпечення загальної платформи для побудови програм з елементами штучного інтелекту.»
У 2013 році організація змінила назву на Machine Intelligence Research Institute.